# 14349 Nikitamikhalkov
14349 Nikitamikhalkov eller 1985 UQ4 är en asteroid i huvudbältet som upptäcktes den 22 oktober 1985 av den sovjetisk-ryska astronomen Ljudmila Zjuravljova vid Krims astrofysiska observatorium på Krim. Den är uppkallad efter den ryska filmregissören och skådespelaren Nikita Michalkov.
Asteroiden har en diameter på ungefär 12 kilometer och den tillhör asteroidgruppen Themis.